# Cleobulina
Cleobulina (Κλεοβουλίνη) o Eumetis (fl. ca. 550 a. C. en Rodas) fue una de las hijas de Cleóbulo de Lindos, uno de los siete sabios de Grecia, que consideraba que las mujeres debían tener también acceso a la educación, y tal hizo con Eumetis. 
Escribió poesía en hexámetros, y fue experta en escribir acertijos o enigmas.
Cleobulina fue citada por Aristóteles en su Poética y nombrada por Plutarco en El banquete de los Siete sabios (Επτά σοφών συμπόσιον - Septem sapientium convivium).